# Nekrolog 2009
Nekrolog
◄◄
| ◄
| 2005
| 2006
| 2007
| 2008
| 2009 | 2010 | 2011 | 2012 | 2013 | ► | ►►
Januar |
Februar |
März |
April |
Mai |
Juni |
Juli |
August |
September |
Oktober |
November |
Dezember 
Weitere Ereignisse | Allgemeiner Nekrolog 2009
Die Beschreibung der verstorbenen Person sollte so kurz wie möglich gehalten sein und nur deren signifikante Tätigkeit(en) enthalten.
Neue Namen ggf. auch unter dem Geburts- und Sterbedatum, also etwa unter 1. Januar und im Geburts- und Sterbejahr (2024) eintragen (nur bei entsprechender großer Wichtigkeit). Für Beispiele siehe die schon vorhandenen Artikel.
Außerdem über die fünf zuletzt Verstorbenen, zu denen es einen ausreichend guten Artikel für eine Präsentation auf der Hauptseite gibt, nach der todesbedingten Überarbeitung der Artikel ggf. auch unter Wikipedia Diskussion:Hauptseite informieren und sie am besten auch in den anderen Wikipedia-Sprachversionen eintragen. Tipp: Regelmäßig bei news.google.de nach „ist tot“, „gestorben“ oder „verstorben“ suchen.
Wenn eine Person gestorben ist, gibt es viele Seiten zu dieser Person in der Wikipedia, die davon auch betroffen sind und entsprechend aktualisiert werden müssen. Beispiele: Namenübersichtsseite, Geburtsjahr, Geburtsort-Seiten und viele mehr.
Wie finde ich die betroffenen Seiten?
Im Suchfeld auf der linken Seite gibt man den Suchbegriff so ein: „Vorname Nachname“. Dann klickt man auf Volltext und alle Seiten mit entsprechendem Suchtext werden aufgerufen. Hier sieht man dann schnell, wo auch das Todesjahr Sinn macht oder sogar ein Teil des Artikels angepasst werden muss. Auch hilft das „Werkzeug“ auf der linken Seite sehr gut, um solche Seiten aufzufinden: „Links auf diese Seite“. Somit ist die Wikipedia wieder aktuell in allen Bereichen! Hinweis: bei Eintragung der Kategorie „Gestorben JAHR“ wird der Missbrauchsfilter 49 ausgelöst, was jedoch nicht schlimm ist. Siehe: Spezial:Missbrauchsfilter/49
Dies ist eine Liste von im Jahr 2009 verstorbenen bekannten Persönlichkeiten. Die Einträge erfolgen innerhalb der einzelnen Daten alphabetisch sortiert. Tiere sind im Nekrolog für Tiere zu finden.
Die Liste ist nach Monaten aufgeteilt:
- Nekrolog Januar 2009
- Nekrolog Februar 2009
- Nekrolog März 2009
- Nekrolog April 2009
- Nekrolog Mai 2009
- Nekrolog Juni 2009
- Nekrolog Juli 2009
- Nekrolog August 2009
- Nekrolog September 2009
- Nekrolog Oktober 2009
- Nekrolog November 2009
- Nekrolog Dezember 2009

## Datum unbekannt
|                       | Name                          | Beruf / bekannt durch                                                             | Alter | Beleg        |
| --------------------- | ----------------------------- | --------------------------------------------------------------------------------- | ----- | ------------ |
|                       | Karl Bengl                    | deutscher Verwaltungsjurist                                                       |       |              |
|                       | Fred Berger                   | kanadischer Politiker                                                             |       |              |
|                       | John Boxer                    | österreichischer Emigrant, Offizier der US-Armee                                  |       |              |
|                       | Karl-Heinrich Büchsel         | deutscher Landeskirchenmusiker und Komponist                                      |       |              |
|                       | Francis Carr                  | britischer Historiker                                                             |       |              |
|                       | Zofia Cykowiak                | polnische Musikerin und Holocaustüberlebende                                      |       |              |
|                       | Vernon Dixon                  | britischer Szenenbildner                                                          |       |              |
|                       | Patrick Durkin                | britischer Schauspieler und Rezitator                                             |       |              |
|                       | Reinhard Ehlers               | deutscher Politiker (CDU), MdBB                                                   |       |              |
|                       | Klaus Fischer                 | deutscher Fotograf und Buchautor                                                  |       |              |
|                       | Ines Teresa Hortensia Flouret | argentinische Diplomatin                                                          | 82/83 |              |
| 2009                  | Otto Freese                   | deutscher Architekt                                                               |       |              |
| vor dem 17. Mai       | Gertrud Frisch-von Meyenburg  | Schweizer Architektin und erste Ehefrau des Schriftstellers Max Frisch            | 93    |              |
|                       | Werner Froemel                | deutscher Maler und Bildhauer                                                     |       |              |
| 24. Mai               | Paul Gerlach                  | deutscher Jurist, Verwaltungsbeamter und Politiker (CSU), MdB                     | 79    |              |
| vor dem 31. August    | Ernest Goldberger             | schweizerisch-israelischer Sozialwissenschaftler, Unternehmer und Autor           | 78    |              |
|                       | Herbert Gottwald              | deutscher Historiker                                                              |       |              |
|                       | Gottfried Greiner             | deutscher Offizier                                                                |       |              |
|                       | Günther Gürsch                | deutscher Jazz- und Unterhaltungsmusiker                                          |       |              |
|                       | Gisela Haehnel                | deutsche Schriftstellerin                                                         |       |              |
|                       | Charlotte Hartwig             | deutsche Widerstandskämpferin im Dritten Reich, MdV                               |       |              |
|                       | Hans Hass                     | österreichisch-deutscher Schauspieler und Schlagersänger                          |       |              |
|                       | Josef Hauke                   | deutscher Bildhauer                                                               |       |              |
|                       | Lene Havenstein               | deutsche Malerin                                                                  |       |              |
|                       | Gisela Heim                   | deutsche Bildhauerin                                                              |       |              |
|                       | Alexander Herzog              | deutscher Schauspieler und Synchronsprecher                                       |       |              |
| September             | Peter Holler                  | deutscher Rocksänger                                                              |       |              |
| 2009                  | Rolf Holtfort                 | deutscher Jurist                                                                  |       |              |
|                       | Helen Horton                  | US-amerikanische Schauspielerin                                                   |       |              |
| vor dem 18. September | Ralf Hübner                   | deutscher Fußballspieler                                                          | 75    |              |
|                       | Peter Jaszczyk                | deutscher Gewerkschafter                                                          |       |              |
| 2009                  | Andreas Junge                 | deutscher Künstler                                                                |       |              |
|                       | Erich Karl                    | deutscher Geschäftsmann, Kommunalpolitiker und Münzsammler                        |       |              |
|                       | Franz Kirnbauer               | österreichischer Kulturpublizist, Herausgeber und Verlagsgründer                  |       |              |
| November              | Gerhard Knoll                 | deutscher Historiker und Bibliothekar                                             | 68    |              |
|                       | Mladen Kolobarić              | bosnisch-herzegowinischer Graphiker und Designer                                  |       |              |
|                       | Karl Königseder               | österreichischer Literat und Psychiater                                           |       |              |
|                       | Hans-Reinhard Lehmphul        | deutscher Maler der Moderne                                                       |       |              |
|                       | Mustafā Mahmūd                | ägyptischer Denker und Philosoph                                                  |       |              |
|                       | Franz Mandl                   | britischer Physiker                                                               |       |              |
| vor dem 1. Oktober    | Hans Marquardt                | deutscher Biologe, Botaniker und Forstwissenschaftler                             | 99    | (PDF; 89 kB) |
|                       | Peter Marquart                | deutscher Bauingenieur                                                            |       |              |
|                       | Erich Meske                   | deutscher Diplomat, Botschafter der DDR                                           |       |              |
|                       | Hans Helmut Müller            | deutscher Bühnen- und Kostümbildner                                               |       |              |
|                       | Joachim Näther                | deutscher Architekt                                                               |       |              |
|                       | Gustav Neudecker              | deutscher Hornist und Musikpädagoge                                               |       |              |
|                       | Nicolae M. Nicolae            | rumänischer Politiker (PCR), Minister, Staatssekretär und Botschafter             | ≈85   |              |
|                       | Josef Osburg                  | deutscher Diplom-Mathematiker                                                     |       |              |
|                       | Pere Plana i Puig             | katalanischer Maler                                                               |       |              |
|                       | Jacques Prentki               | französischer Physiker                                                            |       |              |
|                       | Ernest Prodolliet             | Schweizer Filmwissenschaftler, Journalist und Dozent für Filmkunde                |       |              |
|                       | Dendewiin Pürewdordsch        | mongolischer Schriftsteller                                                       |       |              |
|                       | Hartlib Rex                   | deutscher Maler und Autor von Essays und Gedichten                                |       |              |
|                       | Gernot Rieger                 | österreichischer Schauspieler und Liedermacher                                    | ≈37   |              |
| August                | Hans Roth                     | deutscher Politiker (CDU), MdL                                                    | 85    |              |
| Februar               | Wolfgang Schweitzer           | evangelischer Theologe und Sozialethiker                                          | 92    |              |
| Mitte 2009            | Horst Schiebe                 | deutscher Leichtathlet                                                            |       |              |
|                       | Nikolai Sokolow               | sowjetischer Leichtathlet                                                         |       |              |
| vor dem 2. September  | Franz Straube                 | deutscher Fußballspieler                                                          | 89    |              |
| 2009                  | Hansjörg Süberkrüb            | deutscher Bibliothekar                                                            |       |              |
|                       | František Tvrdek              | tschechischer Theaterschaffender, Puppenspieler, Erfinder des Lumineszenztheaters |       |              |
|                       | Ulrich Vultejus               | deutscher Richter und justizkritischer Autor                                      |       |              |
|                       | Muhammad Salim ʿAbd al-Wadud  | mauretanischer Politiker und islamischer Gelehrter                                |       |              |
|                       | Lucien Waelbroeck             | belgischer Mathematiker                                                           |       |              |
|                       | Gerhard Waschewski            | deutscher Diplomat, Botschafter der DDR in Norwegen, Island und den Niederlanden  |       |              |
|                       | Robert Weber                  | russlanddeutscher Schriftsteller und Übersetzer                                   |       |              |
|                       | Heinz Wenke                   | deutscher Politiker (SPD), MdBB                                                   |       |              |
|                       | Edith Witt-Hidé               | deutsche Illustratorin und Malerin                                                |       |              |
|                       | Richard Wunderer              | österreichischer Schriftsteller                                                   |       |              |
|                       | Walter Zrenner                | österreichischer Schriftsteller                                                   |       |              |